# Твістеталь
Твістеталь (нім. Twistetal) — громада в Німеччині, знаходиться в землі Гессен. Підпорядковується адміністративному округу Кассель. Входить до складу району Вальдек-Франкенберг.
Площа — 74,0 км2. Населення становить 4196 ос. (станом на 31 грудня 2020).

## Географія

### Адміністративний поділ
Громада  складається з 7 районів:
- Берндорф
- Еллерінггаузен
- Гембек
- Мюльгаузен
- Нідер-Варольдерн
- Обер-Варольдерн
- Твісте